# سعد الظفيري
سعد بن رأكان العايد الرغوان الظفيري لاعب نادي كاظمة الكويتي انضم لنادي عام 2008 كويتي الأصل سعودي الجنسية من مواليد 1987 مركزه خلف المهاجمين يمتاز بالسرعة والمراوغة.